# Nedangia carinata
Nedangia carinata är en insektsart som beskrevs av Nielson 1982. Nedangia carinata ingår i släktet Nedangia och familjen dvärgstritar. Inga underarter finns listade i Catalogue of Life.